# الماضي البسيط (رواية)
الماضي البسيط (بالفرنسية Le Passé simple) هي رواية للكاتب المغربي ادريس الشرايبي. صدرت سنة 1954 عن دار النشر Denoël، تعتبر من بين أولى الروايات المغربية المكتوبة بالفرنسية.

## المؤلف
إدريس الشرايبي وُلد سنة 1926 في مدينة الجديدة بالمغرب. تلقى تعليمه في المدارس الفرنسية بالمغرب قبل أن ينتقل إلى فرنسا لإتمام دراسته العليا. عُرف بأعماله الروائية الجريئة التي كسرت القوالب التقليدية وطرحت أسئلة عميقة حول الهوية والثقافة والدين. تمرد على كل ما كان يراه مقدسًا في المجتمع المغربي ووجّه سهام نقده للسلطة الأبوية والتقاليد البالية.

## الحبكة
تبدأ الرواية داخل منزل مغربي تقليدي حيث يشعر إدريس بالاختناق من سلطة والده. تتطور الأحداث تدريجيًا لتُظهر التوتر بين إدريس ووالده خاصة بعدما يبدأ إدريس بالتشكيك في العادات والتقاليد ويعبّر عن تمرده من خلال الكتابة والتفكير الحر. يقود هذا التمرد إلى صراع عنيف ينتهي بطرد إدريس من البيت. لكنه يتمكن في النهاية من مغادرة المغرب إلى فرنسا بعد حصوله على شهادة البكالوريا مما يُمثّل رمزًا للهروب نحو الحرية.

## ملخص الرواية
تحكي رواية الماضي البسيط قصة مراهق مغربي يسمى إدريس، كان يعيش رفقة عائلته في الأربعينيات بمدينة الجديدة.

## شخصيات الرواية
- والد بطل الرواية من أغنياء المدينة، وذلك بفضل اشتغاله في تجارة الشاي بالجملة،[4] ويتصف في معاملته لزوجته وأولاده بالمحافظة من جهة والاستبداد والتسلط من جهة ثانية، لكن محافظته لم تكن تمنعه من أن يختلس المتعة وأن ينفق لإرضاء أهوائه.
- الأم المنحدرة من فاس فاتسمت بالإخلاص واللين وطاعة زوجها والسهر على حسن تربية أبنائها، وقد انتهى بها المطاف إلى الانتحار بسبب تصرفات زوجها وتسلطه عليها.[4]
- الإبن الصغير يسمى حميد، قتله والده وأعد له شهادة طبية مزورة ترجع سبب موته إلى إصابته بمرض معد، وذلك هربا من المتابعة والمساءلة، حيث دُفن دون أن يعرف السبب الحقيقي لوفاته.[4]
- البطل (إدريس) فهو المتمرد والمعترض على قرارات والده، الرافض لثقافة الشرق، والمعجب حد الانبهار بالغرب، لذلك صمم على أن يصنع لنفسه طريقا غير التي أرادها له والده، حيث اجتهد في تحصيل العلم والاغتراف من الثقافة الغربية، فلم يكن غريبا أن يتعايش مع الفرنسيين الذين كانوا يعيشون في المغرب زمن الحماية الفرنسية على المغرب وأن لا يعترض على تواجدهم في بلده. تنتهي الرواية بنجاح الولد إدريس وتمكنه من العبور نحو الضفة الأخرى لاستكمال دراسته في فرنسا.[4]

## المغزى والرمزية
الرواية تعكس الصراع بين الأجيال وبين القديم والجديد وبين الداخل والخارج. شخصية الأب تمثل السلطة التقليدية والدينية في حين يُجسد إدريس التمرد الفكري والثقافي. الرواية لا تنتقد الاستعمار الفرنسي فقط بل تتهم المجتمع المغربي نفسه بأنه أنتج القهر والاستبداد قبل الاستعمار. وبهذا الشكل تسعى الرواية إلى تفكيك البنية الاجتماعية والدينية السائدة وتقديم نموذج جديد للذات الحرة والمستقلة.

## الأسلوب الأدبي
اعتمد إدريس الشرايبي في روايته على أسلوب سردي مباشر وصادم. استخدم اللغة الفرنسية ليُخاطب بها جمهورًا عالميًا ويُعرّي بها تناقضات المجتمع المغربي. السرد بضمير المتكلم ما يمنح القارئ دخولًا عميقًا إلى نفسية البطل. الجمل قوية ومشحونة والأسلوب يميل إلى الحداثة في بنيته وطريقة طرحه للأفكار. كما تظهر تأثيرات الأدب الغربي خاصة من كتاب مثل فوكنر وكافكا.

## إثارة الجدل
أثارت رواية الماضي البسيط عند صدورها وحتى يومنا هذا الكثير من الجدل، حيث اعتبرها كثيرون جلدا للذات وتمجيدا للمستعمر وارتماء في أحضانه، خاصة وأنها صدرت في وقت حساس جدا من تاريخ المغرب الذي كان تحت الحماية الفرنسية، ويرجع هذا النقاش الذي وصل إلى حد الاعتراض وعدم الترحيب بالرواية من قبل العديد من المثقفين المغاربة مقابل الترحيب الكبير في فرنسا، إلى ما اتسمت به من نقد لاذع للعادات والتقاليد المغربية وإعجاب بالثقافة الفرنسية، حتى اتهم كاتبها بالخيانة والعمالة.

## صورة المرأة في الرواية
المرأة في "الماضي البسيط" تظهر كضحية دائمة لسلطة الرجل والمجتمع خصوصًا من خلال شخصية الأم. هذه الشخصية لا تملك صوتًا أو قرارًا بل تخضع لزوجها حتى لحظة الانهيار. ومع ذلك فإن الرواية لا تُسقِط المرأة من دائرة التعاطف بل تجعل منها رمزًا للبراءة المهدورة والكرامة المنتهكة. كما تظهر النساء الأخريات بشكل ثانوي ولا تُمنحن مساحة للفعل مما يُظهر البنية الذكورية الصارمة التي ينتقدها الشرايبي بشدة.

## النقد الذاتي ما بعد الكولونيالي
ما يميز رواية "الماضي البسيط" هو أنها لا تضع اللوم على المستعمر الفرنسي فقط بل تتوجه بالنقد الصريح إلى البنية الاجتماعية المغربية نفسها من دين وعادات وتعليم وأعراف أسرية. هذا الطرح كان جريئًا ومبكرًا في زمنه وقد جعله البعض نوعًا من "غسل الملابس القذرة أمام الغرب" إلا أن الشرايبي دافع عن نفسه مرارًا مؤكدًا أن تحرر الشعوب لا يبدأ إلا من نقد الذات.